# Francis Spencer, 1.º Barão Churchill
Francis Almeric Spencer, 1.º Barão Churchill (26 de dezembro de 1779 - 10 de março de 1845) foi um nobre britânico. 

## Biografia
Francis Almeric Spencer, era o segundo filho de George Spencer 4.º Duque de Marlborough e de Lady Caroline Russell. [carece de fontes?]
Em 25 de novembro de 1801, casou-se com Frances Fitz-Roy, uma jovem filha de Augustus-Henry Fitz-Roy 3.º Duque de Grafton. 
Entre 1801 e 1815, foi membro do Parlamento de Oxfordshire  e depois de sua aposentadoria na Câmara dos Comuns, foi elevado à nobreza como Barão Churchill, de Whichwood, Co. Oxford. por um decreto do Príncipe Regente Jorge. 
Francis Almeric morreu em 1845 e foi sucedido por seu filho mais velho, Francis George Spencer. 